# مارك فورمان
مارك فورمان (بالإنجليزية: Mark Fuhrman)‏ هو محقق أمريكي، ولد في 5 فبراير 1952 في إيتونفيل في الولايات المتحدة.

## وصلات خارجية
- مارك فورمان على موقع IMDb (الإنجليزية)
- مارك فورمان على موقع إن إن دي بي (الإنجليزية)